# Annandale (Écosse)
Pour les articles homonymes, voir Annandale.
Annandale (gaélique écossais: Strath Annan) est une vallée de Dumfries et Galloway, en Écosse, qui tient son nom du fleuve Annan. Elle s'étend du nord au sud des Southern Uplands à Annanhead (au nord de Moffat) à Annan dans le Solway Firth.

## Présentation
Annandale est également un ancien district d'Écosse, situé en bordure du Liddesdale à l'est, du Nithsdale à l'ouest, du Clydesdale et du Tweeddale au nord et du Solway Firth au sud.
Ce territoire est connu pour être lié à l'histoire de Robert Ier d'Écosse, car la famille de celui-ci a reçu ce territoire des mains de David Ier d'Écosse en 1124, alors que David est prince de Cumbrie. ce territoire sert alors de tampon entre Galloway, qui demeure indépendante, et les terres de David en Cumbria.